# Thomas Weinberg
Thomas Weinberg (* 16. Februar 1987 in Aachen) ist ein deutscher Springreiter.

## Leben
Thomas Weinberg wurde 1987 als Sohn der Springreiter  Peter und Helena Weinberg geboren. Seine Schwester Andrea ist ebenfalls eine erfolgreiche Springreiterin. Seit 2008 hat er mit Tony Stormanns, Sohn seiner Mutter und dem Springreiter Tim Stormanns, einen Halbbruder. Sein Onkel ist Paul Bruce Dickinson, der Sänger der Band Iron Maiden. Seine Freundin ist die britische Springreiterin Anna Rees.
Weinberg lebt in Herzogenrath und betreibt dort seit Anfang 2008 einen Turnier- und Handelsstall.

## Werdegang

### Kindheit und Erfolge als Junioren-Reiter
In seiner Kindheit galt seine Liebe dem Fußball, erst als der Springreiter Frederik Knorren mit seinen Ponys in den Stall der Familie Weinberg kam, wurde Thomas Weinbergs Ehrgeiz geweckt und er widmete sich ganz dem Reitsport.
Mit 14 Jahren ritt er die ersten Springen der schweren Klasse. Sein erstes S-Springen gewann er im selben Jahr bei den rheinischen Meisterschaften der Junioren, die er somit bei seiner ersten Teilnahme gewann. Durch seinen Sieg qualifizierte er sich für die Deutsche Juniorenmeisterschaft in Elmlohe, bei der er deutscher Vizemeister der Junioren wurde. Daraufhin wurde er in den deutschen C-Kader (Junioren) berufen.
2001 startete er in Lummen in seinem ersten Nationenpreis (der Junioren), welchen er mit der deutschen Equipe gewann. Am Ende des Jahres erritt er sich auf der Baltic Horse Show in Kiel die ersten Erfolge im internationalen Seniorensport. 2002 verteidigte er 15-jährig seinen Titel bei den rheinischen Meisterschaften und gewann abermals. Im selben Jahr startete er in Reims in seinem zweiten Nationenpreis, welchen er mit dem Team gewann. Im selben Jahr errang er eine Platzierung bei den Düsseldorf Masters.
Im Jahr 2003 wurde Weinberg zum dritten Mal in Folge rheinischer Meister und gewann zudem seinen ersten internationalen Großen Preis in Fontainebleau. In Hagen gewann er mit der deutschen Equipe einen weiteren Nationenpreis und bekam Ende des Jahres das Goldene Reitabzeichen verliehen.
Seinen vierten Titel bei den rheinischen Meisterschaften holte Weinberg 2004. Mit seinem sechsten Platz im Championat von Dortmund konnte er des Weiteren im Seniorenbereich auf sich aufmerksam machen. Mit der Mannschaft gewann er auf den Europameisterschaften in Vilamoura die Silbermedaille. Im folgenden Jahr erreichte Weinberg den zweiten Platz im Finale der Deutschen Meisterschaft und verzeichnete zudem internationale Erfolge bei den Düsseldorf Masters. Mehrere Platzierungen, unter anderem ein Sieg auf dem CHIO Aachen, ließen das Jahr 2005 für Thomas zum bisherigen Höhepunkt seiner Karriere werden.

### Erfolge als Junger Reiter
2006 gewann er, inzwischen in der Altersklasse der Jungen Reiter startend, seinen fünften Titel als rheinischer Meister und kehrte von der Europameisterschaft der Jungen Reiter in Athen mit Mannschaftsbronze zurück. Bereits in diesem Jahr bestritt er einen Nationenpreis (der Altersklasse Reiter) beim CSIO 4*-W Podebrady in der Tschechischen Republik.
Nach seinem Abitur im Jahr 2007 war er ein Jahr als reitender Soldat an der Bundeswehrsportschule in Warendorf stationiert. 2008 wurde er bei der Europameisterschaft in Prag mit Escobar Vize-Europameister der Jungen Reiter.

### Weitere Karriere
Mit dem Jahr 2009 zählte Weinberg nicht mehr als Junger Reiter und war nun ausschließlich in der Altersklasse der Reiter aktiv. In diesem Jahr gelang ihm der Sprung in den B2-Kader, zudem wurde er in den Perspektivkader der deutschen Springreiter berufen.
Im April 2011 wurde Weinberg auf Platz 139 der Weltrangliste geführt. Er war auch 2011 weiterhin Mitglied des deutschen B2-Kaders.

## Pferde
- Escobar (* 1999, Hannoveraner, Wallach, Rappe, Vater: Escudo, Muttervater: Grundsee, Besitzer: Maren Schmitt-Nolte), seit 2006.
- Sandrhea Star (* 1998, Hengst, Braun, Vater: Sandro, Muttervater: Ramiro, Besitzer: Georg Nolte, Maren Schmitt-Nolte, Thomas Weinberg)
- Avence (* 2003, Stute, Braun, Vater: A-Dur (Argentinus), Muttervater: Grand Veneur, Besitzer: Georg Nolte, Maren Schmitt-Nolte, Thomas Weinberg)
- Violetta (* 2003, Stute, Braun, Vater: Voltaire, Muttervater: Polydor)
- Ariella (* 2000, Stute, Braun, Vater: Acorado, Muttervater: Acobat, Besitzer: Georg Nolte)

## Auszeichnungen
- Goldenes Reitabzeichen (2003)

## Erfolge
- 2007: 5. Platz im Großen Preis von Zwickau mit Escobar
- 2008: 1. Platz im Großen Preis von Monterrey-La Silla (CSI 2*) mit Escobar
- 2009: 1. Platz im Großen Preis von Gahlen mit Escobar, 2. Platz im Großen Preis von Kopenhagen (CSIO 3*) mit Escobar, 3. Platz im Großen Preis von Zeltweg (CSI 3*) mit Cantaro Z, 1. Platz im Großen Preis von Raubach mit Escobar, 1. Platz im Großen Preis eines CSI 3* in Arezzo mit Escobar, 1. Platz im Großen Preis von Leszno (CSI 2*) mit Escobar, 2. Platz im Großen Preis von Kattowitz (CSI 2*) mit Escobar
- 2010: 4. Platz im Großen Preis von Donezk (CSI 2*) mit Sandrhea Star, 1. Platz im Großen Preis von Piber (CSI 2*) mit Violetta
- 2011: 3. Platz im Großen Preis eines CSI 3* in Arezzo (CSI 3*) mit Sandrhea Star
- 2012: 6. Platz im Großen Preis von Donezk (CSI 5*-W) mit As di Azurro